# Cameron Rupp
Cameron Arthur Rupp (ur. 28 września 1988) – amerykański baseballista występujący na pozycji łapacza w Philadelphia Phillies.

## Przebieg kariery
W czerwcu 2007 został wybrany w 43. rundzie draftu przez Pittsburgh Pirates, jednak nie podpisał kontraktu z organizacją tego klubu, gdyż zdecydował się podjąć studia na University of Texas w Austin, gdzie w latach 2008–2010 grał w drużynie uniwersyteckiej Texas Longhorns. W 2009 wystąpił w College World Series, w których Longhorns ulegli w finałach LSU Tigers. Rupp został wybrany do College World Series All-Tournament Team.
W czerwcu 2010 został wybrany w trzeciej rundzie draftu przez Philadelphia Phillies i początkowo występował w klubach farmerskich tego zespołu, między innymi w Lehigh Valley IronPigs, reprezentującym poziom Triple-A. W Major League Baseball zadebiutował 10 września 2013 w meczu przeciwko San Diego Padres, w którym zaliczył uderzenie. 23 czerwca 2015 w meczu z New York Yankees zdobył pierwszego home runa w MLB, po narzuceniu przez CC Sabathię.